# Tipula mannheimsi
Tipula mannheimsi är en tvåvingeart som beskrevs av Theowald 1973. Tipula mannheimsi ingår i släktet Tipula och familjen storharkrankar. Inga underarter finns listade i Catalogue of Life.